# Olympische Winterspiele 2014/Teilnehmer (Israel)
| Gelbes Symbol für Goldmedaillen mit stilisierten Olympischen Ringen | Graues Symbol für Silbermedaillen mit stilisierten Olympischen Ringen | Braundes Symbol für Bronzemedaillen mit stilisierten Olympischen Ringen |
| ------------------------------------------------------------------- | --------------------------------------------------------------------- | ----------------------------------------------------------------------- |
| —                                                                   | —                                                                     | —                                                                       |

Israel nahm an den Olympischen Winterspielen 2014 in Sotschi mit fünf Athleten in drei Sportarten teil.

## Sportarten

### Eiskunstlauf
| Männer - Alexei Bychenko 21. Platz | Paarlauf - Andrea Davidovich, Evgeni Krasnopolski 15. Platz |

### Shorttrack
| Männer - Vladislav Bykanov 500 m - 19. Platz 1000 m - 24. Platz 1500 m - 25. Platz |

### Ski Alpin
| Männer - Virgile Vandeput |